# Lyciasalamandra
Lyciasalamandra es un género de anfibios urodelos de la familia Salamandridae endémico del sur de la península de Anatolia y de algunas de las islas adyacentes del mar Egeo.

## Especies
Según ASW:
- Lyciasalamandra antalyana (Basoglu & Baran, 1976)
- Lyciasalamandra arikani[2] Göçmen & Akman, 2012
- Lyciasalamandra atifi (Basoglu, 1967)
- Lyciasalamandra billae (Franzen & Klewen, 1987)
- Lyciasalamandra fazilae (Basoglu & Atatür, 1974)
- Lyciasalamandra flavimembris (Mutz & Steinfartz, 1995)
- Lyciasalamandra helverseni (Pieper, 1963)
- Lyciasalamandra irfani[3] Göçmen, Arikan & Yalçinkaya, 2011
- Lyciasalamandra luschani (Steindachner, 1891)
- Lyciasalamandra yehudahi[2] Göçmen & Akman, 2012

## Publicación original
- Veith & Steinfartz, 2004 : When non-monophyly results in taxonomic consequences -the case of Mertensiella within the Salamandridae (Amphibia: Urodela). Salamandra, vol.40, p.67-80 (texto íntegro).